# Mas-Saint-Chély
Mas-Saint-Chély is een gemeente in het Franse departement Lozère (regio Occitanie) en telt 123 inwoners (2004). De plaats maakt deel uit van het arrondissement Florac.

## Geografie
De oppervlakte van Mas-Saint-Chély bedraagt 52,0 km², de bevolkingsdichtheid is 2,4 inwoners per km².
De onderstaande kaart toont de ligging van Mas-Saint-Chély met de belangrijkste infrastructuur en aangrenzende gemeenten.

## Demografie
Onderstaande figuur toont het verloop van het inwonertal (bron: INSEE-tellingen).